# Нилгирийски лангур
Нилгирийският лангур (Trachypithecus johnii) е вид бозайник от семейство Коткоподобни маймуни (Cercopithecidae). Видът е световно застрашен, със статут Уязвим.

## Разпространение
Разпространен е в Индия (Карнатака, Керала и Тамил Наду).